# La Sagesse dans le sang
La Sagesse dans le sang (Wise Blood) est le premier roman, publié en 1952, de Flannery O'Connor, nouvelliste et romancière catholique du Sud des États-Unis. D'une esthétique grotesque au comique sombre, le récit se concentre sur l'évolution tragique de l'antihéros Hazel Motes, jeune vétéran américain de la Seconde Guerre mondiale traumatisé dans son enfance par la véhémence de son grand-père pasteur évangélique, qui découvre à son retour que sa petite ville natale est devenue une ville fantôme. Il décide d'entamer une nouvelle vie dans le centre urbain le plus proche, mais son passé le rattrape tandis qu'à cause de son nouveau chapeau les gens le prennent pour un prédicateur. Décidé à prouver au monde qu'il est devenu un athée convaincu, il s'ingénie à vivre une vie de péché avant de se mettre à suivre obsessionnellement un prédicateur aveugle et sa fille et à fonder sa propre communauté protestante, « l’Église sans Christ » où « les aveugles ne voient pas, les boiteux ne marchent pas et les morts restent comme ça ».

## Structure et thématiques
La Sagesse dans le sang est un roman complexe emblématique du genre du gothique américain, empli d'effets miroir, de retournements et d'ironie, où Flannery O'Connor a transposé sur le plan littéraire son talent incisif de caricaturiste. 
Le nihilisme d'Hazel Motes, influencé par le cynisme de ses camarades de l'armée et le choc de l'absurdité de la guerre, s'oppose douloureusement à une vision chrétienne d'un monde gouverné par la Providence et créé selon le dessein intelligent d'un Dieu unique bienveillant à laquelle il ne parvient plus à adhérer. Cette opposition est incarnée dans son comportement contradictoire et par sa chute, symptomatiques de la dissonance cognitive dont il souffre entre des ressentis et des aspirations contradictoires, hanté qu'il est par une figure christique qu'il rejette viscéralement. Mélange de figure de martyr chrétien dégradée et de héros tragique grec tourné en ridicule par sa propre hybris, Hazel Motes fait tour à tour face à la corruption, au déni, au remords et à la recherche désespérée d'une rédemption dans un univers matérialiste en perte de repères et en perdition.
Sur le plan narratif, la structure de l'œuvre doit beaucoup aux tragédies grecques, tout particulièrement à l'Œdipe roi de Sophocle, dans l'opposition entre prophète non-voyant et voyant spirituellement aveugle et l'acte auto-agressif final de Motes qui se brûle les yeux à la chaux par expiation.

## Réception
Négligée à sa publication par la critique des années cinquante, La Sagesse dans le sang reçoit au fil des décennies de plus en plus d'attention académique. La presse anglophone internationale a pu résumer l'ambivalence notoire des réactions à sa lecture en qualifiant ce roman de « classique américain qui suscite généralement beaucoup d'éloges et peu d'appréciation ». L'autrice affirmait elle-même écrire pour un « public hostile », « presque aveugle », face auquel il était nécessaire de « tracer des formes gigantesques et effrayantes » pour parvenir à toucher sa sensibilité et sa conscience.

## Adaptations
En 1979 sort au cinéma l'adaptation de La Sagesse dans le sang par John Huston. Intitulée de même Wise Blood en langue originale, mais renommée Le Malin dans sa version française, elle fait preuve d'une grande fidélité au récit d'O'Connor et a été nommé pour un Gold Hugo dans la catégorie « meilleur film ». Brad Dourif s'y illustre dans le rôle d'Hazel Motes, tandis que les rôles d'Asa Hawks, Sabbath Lily et Enoch Emery sont tenus respectivement par Harry Dean Stanton, Amy Wright et Dan Shor. La musique aux accents grotesques, transposition de l'atmosphère de l'histoire originale, est signée Alex North.